# Henri Henripierre

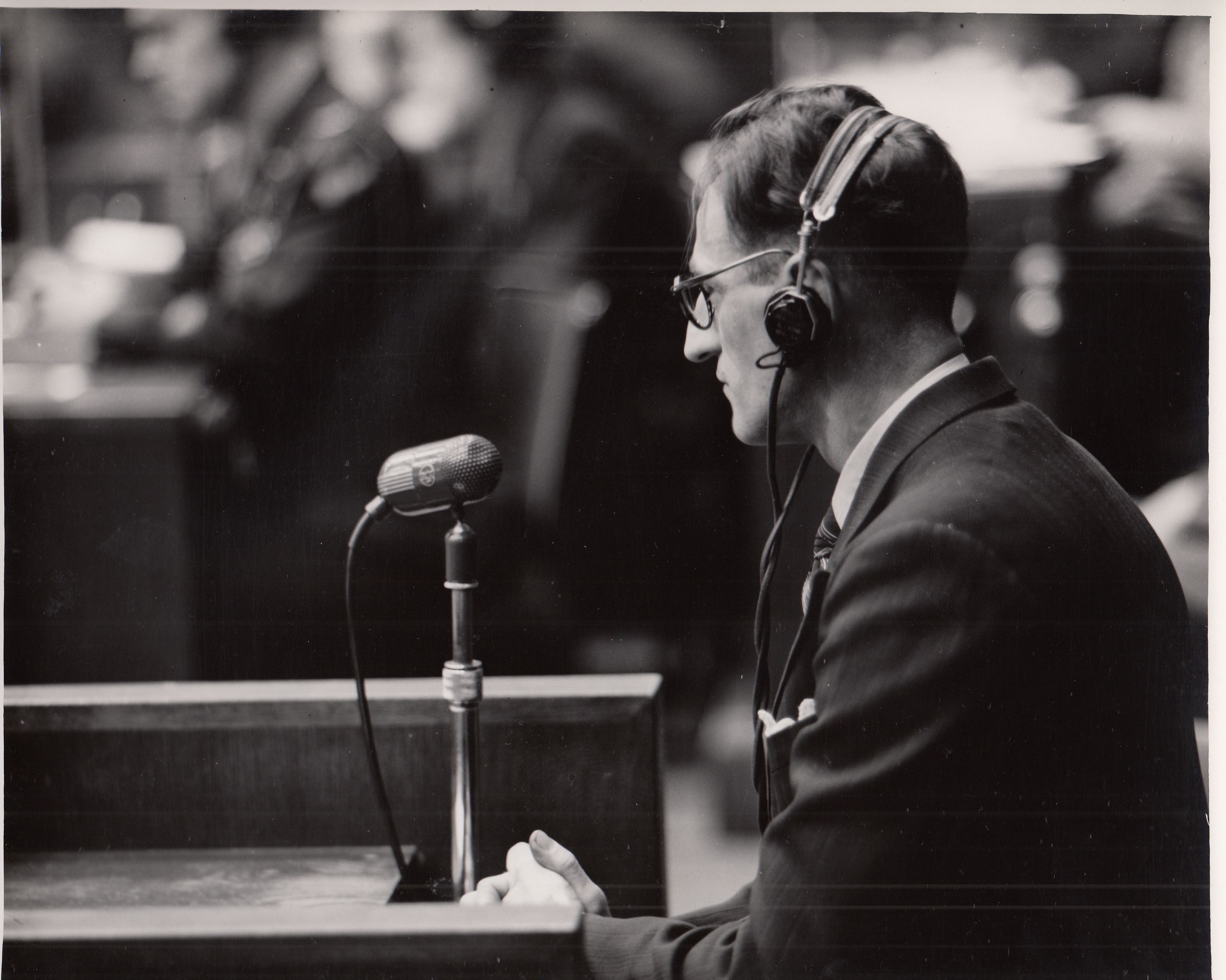
Henri Henripierre als Zeuge im Nürnberger Ärzteprozess 1946/47

Henri Henripierre, auch Heinrich Heinzpeter, auch Henry Henrypierre, amtlich: Heinrich Henrypierre (* 23. August 1905 in Leberau (heute Lièpvre) im damaligen Reichsland Elsass-Lothringen; † 15. Mai 1982 in Straßburg), war ein elsässischer Pharmazieassistent. Internationale Bekanntheit erlangte er durch seine Aussagen als Zeuge im Nürnberger Ärzteprozess.

## Leben
Henripierre wurde unter dem Namen Heinrich Sigrist am 23. August 1905 als unehelicher Sohn der Stückputzerin Rosalie Sigrist geboren. Einige Zeit später erklärte der Elektrizitätsarbeiter Heinrich Henrypierre seine Vaterschaft und wurde in die Geburtsurkunde des Standesamtes Leberau eingetragen. Henripierre verbrachte seine Schulzeit im Oberelsass nahe seinem Geburtsort. 1928 zog er mit seiner Freundin, der Köchin Augustine Lirot nach Paris. Er heiratete sie 1939. Ab 1930 arbeitete er im Krankenhaus. Da er in der Kürze der Zeit kein Pharmaziestudium absolviert haben kann, erscheint seine Berufsangabe im Nürnberger Ärzteprozess als Apotheker zweifelhaft. Bei Beginn des Zweiten Weltkrieges eingezogen, geriet er bald in Kriegsgefangenschaft. Er befand sich nach seiner Aussage in Nürnberg bei Compiègne kurze Zeit in Gefangenschaft, also mutmaßlich im Frontstammlager 122, aus dem später das KZ Royallieu hervorging. Am 17. Juli 1941 stellte Henripierre bei der Einwanderungszentrale (EWZ), die bei der SS angesiedelt war, einen Antrag auf deutsche Staatsbürgerschaft. Er bekannte sich schriftlich zum „Deutschtum“, unterschrieb mit „Heinrich Henripierre“ und wurde von vier SS-Stabsoffizieren, darunter einem „Rasseprüfer“ und „Volkstumssachverständigen“ geprüft. In Nürnberg sagte Henripierre aus, dass diese vier SS-Offiziere in einem Konzentrationslager gearbeitet hätten, in dem er Häftling gewesen sei. Henripierre bestand die Prüfung und durfte nach Deutschland ziehen. Er ging nach Straßburg, wo er sich bei August Hirt in der Anatomie bewarb. Er war als Gehilfe im Leichenkeller tätig („Garçon d’Anatomie“). Das SS-Ahnenerbe zahlte den Angestellten in Hirts Institut ein zweites Gehalt. Dies wurde euphemistisch „Forschungsbeihilfe“ genannt und wurde auch an Putzfrauen und Fahrer gezahlt. Auch Henripierre bekam monatliche Zahlungen von der SS, die sein reguläres Einkommen um rund 40 % aufstockten. Der Gehaltsanspruch Henripierres bestand zumindest bis zum 13. März 1945. Noch deutlich vor den Germanisierungsmaßnahmen von Gauleiter Robert Wagner („Verordnung über die deutsche Namensgebung vom 15. Januar 1943“) beantragte Henripierre die Eindeutschung seines Namens. Am 21. Dezember 1942 änderte die Behörde des Straßburger Polizeipräsidenten in der Geburtsurkunde den Namen Henripierres in Heinrich Heinzpeter. Nachdem bis zum 6. Juli 1944 die Scheidung verhandelt worden war, wurden Augustine und Henri Henripierre am 4. Mai 1945 geschieden. Am 5. Mai 1945 heiratete Henripierre Anne-Marie Dollet. Henri Henripierre starb am 15. Mai 1982 in Straßburg, nachdem er seit Kriegsende wiederholt als Zeuge ausgesagt und seine Abscheu vor der SS, ihren Verbrechen und ihren Verbrechern bekundet hatte.

## Tatumstände
Erst 2018, als der Historiker Julien Reitzenstein einem Verdacht Fritz Bauers folgend, das Verbrechen der Straßburger Schädelsammlung auf der Grundlage oft neu aufgefundener Quellen neu aufgerollt hatte, wurde die Mittäterschaft Henripierres bekannt. Allerdings bezeichnet Reitzenstein die Tatbeteiligung Henripierres als gering, ebenso seine Bezahlung durch die SS, und kommt zu dem Schluss, dass Henripierre eher ein unbedeutender Mittäter war. Anhaltspunkte, dass er fanatischer Nazi war, fanden sich nicht, nur sein Bekenntnis zum „Deutschtum“. Indessen wurde nach Reitzensteins Veröffentlichung der Dokumente offenkundig, dass die Skelette der 86 ermordeten Juden nicht in Straßburg, sondern andernorts ausgestellt werden sollten. Anscheinend hatte der Anthropologe Bruno Beger ein Museumsprojekt nach dem Vorbild des Haus der Natur Salzburg geplant, für das er in Auschwitz Forschung an Vorder- und Innerasiaten betrieb. In Auschwitz fand er jedoch lediglich vier Innerasiaten vor, die seiner Vorstellung entsprachen. Die Historiker Peter Mierau und Wolfgang Kaufmann haben gezeigt, dass Beger sich bei Himmler blamiert hatte, als er ohne Beweise für dessen Thesen aus Tibet zurückkam. Infolgedessen wählte er 115 Menschen aus, darunter 109 Juden, und begann diese zu vermessen. Nachdem Beger aufgrund einer Fleckenfieberepidemie abreiste, geriet der Plan außer Kontrolle. So wurden 86 von Beger noch nicht ausgemessene Juden zum KZ Natzweiler-Struthof deportiert und dort am 11., 13., 14. und 18. August 1943 vom Lagerkommandanten Josef Kramer in einer eilig improvisierten Gaskammer mit einem Blausäurederivat ermordet. Die Leichen wurden in die Anatomie im Krankenhaus der Reichsuniversität Straßburg gebracht. Die angeforderte Abformmasse für die Köpfe war nicht eingetroffen, und so ließ Henripierre  10 Liter Konservierungsflüssigkeit incl. 2 Liter Formol in jede Leiche einspritzen, die dann in Bottiche mit Alkohol gelegt wurden. Aus Mangel an Kühlfächern konnten die Leichen nicht fachgerecht gelagert werden und wurden für die „Forschung“ wertlos. Auf Anordnung Himmlers sollten der Oberpräparator Otto Bong und Henripierre die Leichen vernichten, als die Alliierten sich Straßburg näherten.

## Nürnberger Ärzteprozess
Im Nürnberger Ärzteprozess gab Henripierre durch seine Zeugenaussage grausame Details über das Verbrechen der Straßburger Schädelsammlung sowie skrupellose Todesdrohungen des Direktors der Anatomie, August Hirt, ihm gegenüber zu Protokoll. Henripierre fügte hinzu, er sei gekommen, „einzig und allein von dem Wunsch beseelt, meine Pflicht und Schuldigkeit zu erfuellen und der Gerechtigkeit zu dienen. Ich schulde dies den 86 Opfern, die wir im August 1943 erhielten.“ Kurz nach der Befreiung Straßburgs am 23. November 1944 erwähnte Henripierre im Dezember 1944 gegenüber den französischen Behörden und einer eingesetzten Untersuchungskommission ein von August Hirt geplantes Museum mit „toten Juden als Exponaten“. Die Untersuchungskommission des Richters Major Jadin am Ständigen Militärgerichtshof des 10. Militärbezirks in Straßburg hielt in einem am 15. Januar 1946 erstellten Bericht fest, dass die 86 Opfer für ein Museum bestimmt gewesen seien. Als einziger Zeuge mit dieser Aussage wurde Henripierre in den Nürnberger Justizpalast vorgeladen. Seine Aussage sollte den Angeklagten Wolfram Sievers, Geschäftsführer des SS-Ahnenerbes, belasten. Dieser war Vorgesetzter aller Täter und Mittäter, andererseits Hirt und Heinrich Himmler untergeordnet. Sievers belastete in seiner Replik ausschließlich den schon toten Hirt, von dessen Aussagen, Berichten und Vorschlägen er stets abhängig gewesen sei. Dies hatte er schon im Nürnberger Prozess gegen die Hauptkriegsverbrecher geäußert. Die Prozessbeobachter Alexander Mitscherlich und Fred Mielke übernahmen die von Sievers bestätigte Aussage Henripierres, dass Hirt ein Museum mit den Skeletten toter Juden wollte und den Franzosen Henripierre mit Todesdrohungen zur Geheimhaltung verpflichtete. Dies findet sich in beider Buch Medizin ohne Menschlichkeit über den Ärzteprozess. Seither galt der französische Zwangsarbeiter und Résistance-Unterstützer Henripierre in der Öffentlichkeit als ein mutiger Mann, der entschlossen gegen den Rasse-Fanatiker Hirt arbeitete und ein grausiges Verbrechen der SS-Täter anzeigte. Der Germanist Hans-Joachim Lang ermittelte 2004 die Namen der Opfer des Verbrechens, indem er sie aus der Liste mit Häftlingsnummern abschrieb, die Henripierre im Dezember 1944 den französischen Behörden übermittelt hatte. Er bettet diese Arbeit in eine Rahmenerzählung ein, die Henripierre als Helden zeigt. Nach den 2018 von Reitzenstein veröffentlichten Quellen erscheint Henripierre nicht als Held, sondern als ein von der SS bezahlter Mittäter des Verbrechens.